# Kofola
Le Kofola est une boisson gazeuse tchécoslovaque produite en République tchèque et en Slovaquie. C'est le principal concurrent de Coca-Cola et Pepsi dans ces deux pays.

## Histoire
Le Kofola est né des recherches menées en 1959 par le docteur Blažek de l'entreprise pharmaceutique tchécoslovaque Galena. Le produit de départ est un sirop aigre-doux, qui servira de base à la boisson gazeuse, fabriquée à partir de 1962 et distribuée dans toute la Tchécoslovaquie. Kofola devient populaire d'autant plus vite que ses concurrents directs sont commercialisés seulement en 1968 en Tchécoslovaquie et sont bien moins abordables. 
Après la fin du régime communiste en 1989, Kofola a dû faire face à la concurrence de nombreuses entreprises étrangères qui entrent sur ce marché. Après une période de déclin et de problèmes de droit des marques à la suite de l'utilisation de Kofola comme nom de marque générique, l'entreprise Santa nápoje devient en 2000 le seul producteur de Kofola en République tchèque et en Slovaquie.
En 2002, une nouvelle usine est ouverte à Rajecká Lesná en Slovaquie pour satisfaire la demande locale. En 2003, Santa nápoje change de nom pour Kofola. À part Kofola, l'entreprise produit également d'autres soda (Top Topic, Jupí, Jupík, RC Cola et Vinea à partir de 2008) qui sont exportés vers la Pologne, la Hongrie ou encore la Croatie.

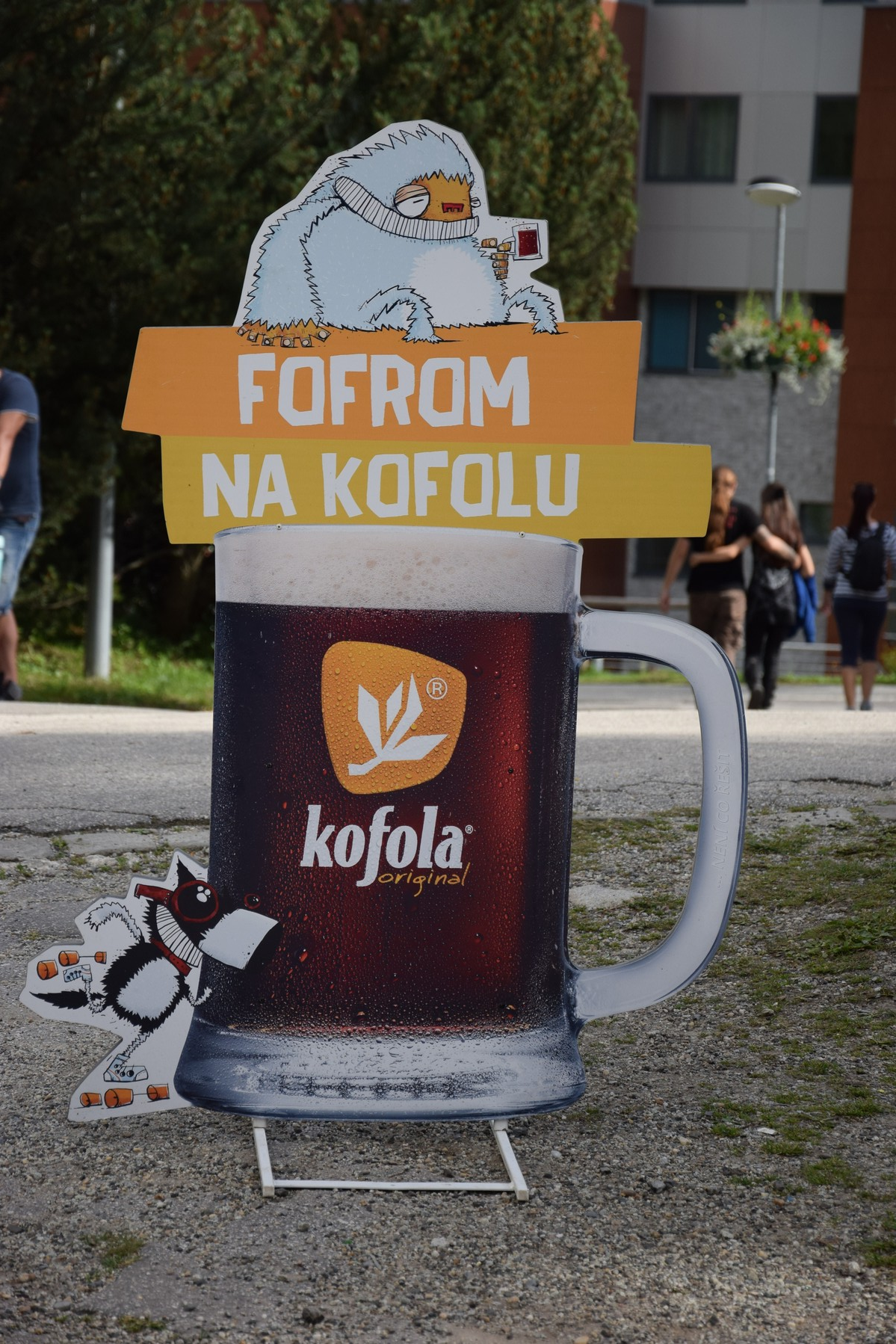
Publicité pour Kofola (août 2016).

À partir de 1998, Kofola est en plus des bouteilles de verre classiques de 33 cl, mis en bouteilles de plastique de 50 cl et de 2 l. Des canettes de 25 cl sont commercialisées en 2003, et des bouteilles de plastique de 1 l en décembre 2004. Le Kofola en pression dans des fûts de 50 l, vendu traditionnellement dans de nombreux bars et restaurants dans les deux pays, est également très populaire.
En 2002, le fabricant a démarré une campagne de publicité à destination des jeunes tchèques et slovaques, avec pour slogan Když ji miluješ, není co řešit. / Keď ju miluješ, nie je čo riešiť. (« Si tu l'aimes, il n'y a pas de question à se poser »). Jusqu'en 2000, le logo Kofola comprenait une graine de café ; il ressemble désormais à une fleur de café.
En 2008, Kofola annonce une fusion avec le producteur polonais de limonade Hoop. L'entreprise prend alors le nom de Kofola-Hoop S.A.
En 2009, l'entreprise a annoncé un chiffre d’affaires de 443 millions de couronnes, soit cinq fois plus que l’année précédente. Kofola est numéro deux sur le marché tchèque et numéro un sur le marché slovaque des boissons gazeuses. Les tentatives pour exporter cette limonade tchèque, notamment sous le communisme, n’ont jamais été fructueuses.
Fin 2014, la société rachète les eaux minérales Radenska au groupe Laško pour un montant de 51,8 millions d’euros.
En 2019, le chiffre d'affaires de Kofola atteint les 7 milliards de couronnes.

## Particularités

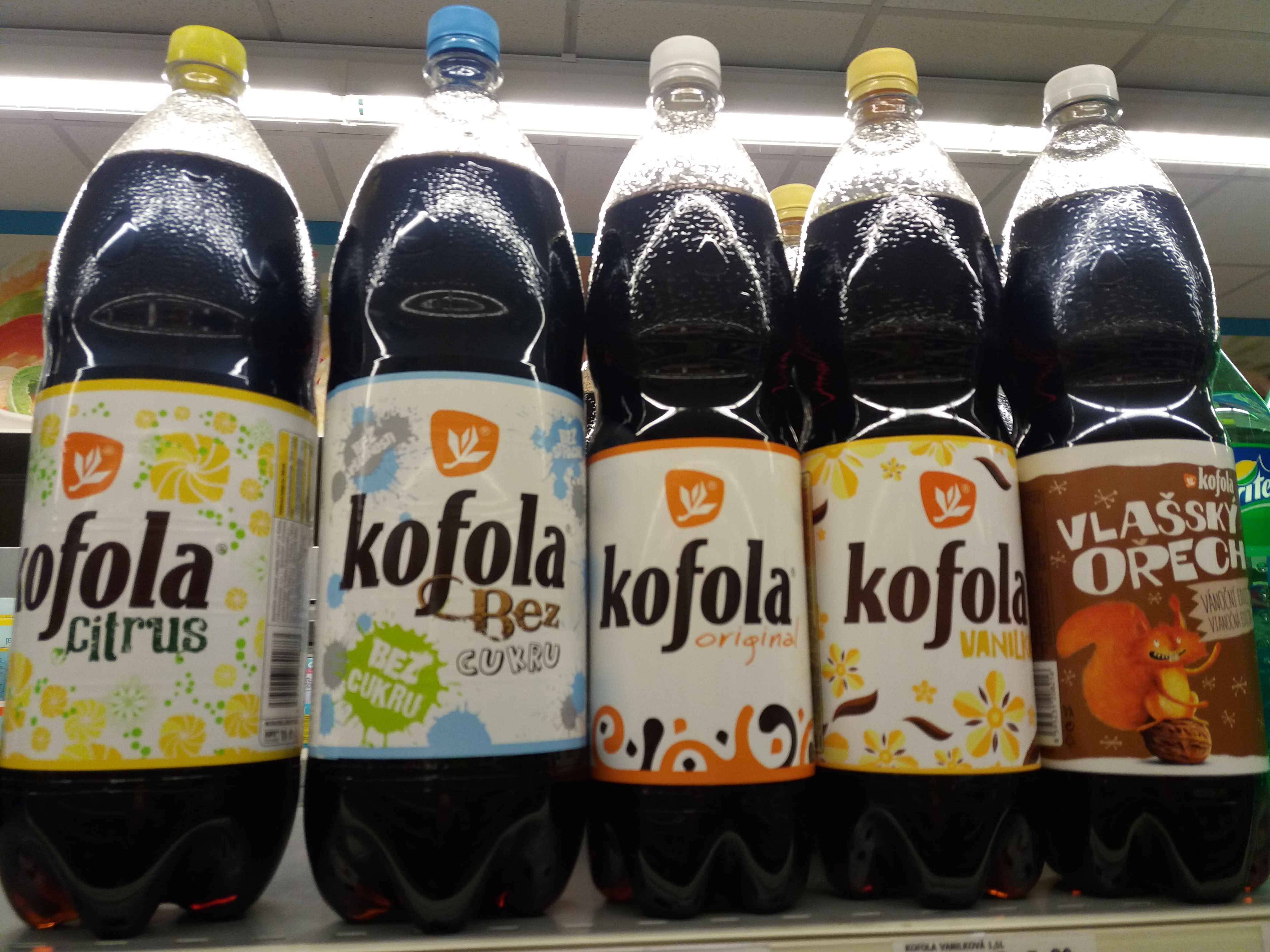
Une partie de la gamme Kofola en 2016.

Le Kofola est donc né sur une base de sirop médical. Même si l'aspect est semblable, le Kofola n’est pas une imitation de la boisson américaine. Il a un goût bien différent des colas classiques, notamment un goût de plantes bien prononcé, puisqu'il est fabriqué à partir de quatorze extraits de plantes différentes.
Enfin cette limonade tchèque et slovaque est commercialisée en fûts, et est le plus souvent servie sous pression.